# 亨茨維爾鎮區 (北卡羅萊納州羅京安縣)
亨茨維爾鎮區（英語：Huntsville Township）是位於美國北卡羅萊納州羅京安縣的一個鎮區。

## 地方資料
亨茨維爾鎮區的面積為110.68平方千米，當中陸地面積為105.98平方千米，而水域面積為4.70平方千米。根據2020年美國人口普查的數據，當地共有人口6417人，而人口密度為每平方千米57.98人。